# دمتر ۱۱۰۸
سیارک ۱۱۰۸ (به انگلیسی: 1108 Demeter، نامگذاری:1929KA) هزار و صد و هشتمین سیارک کشف شده‌است که در ۳۱ مه ۱۹۲۹ و در هایدلبرگ کشف شد.
قدر مطلق سیارک برابر ۱۱٫۹۱ است.